# شبه‌جزیره

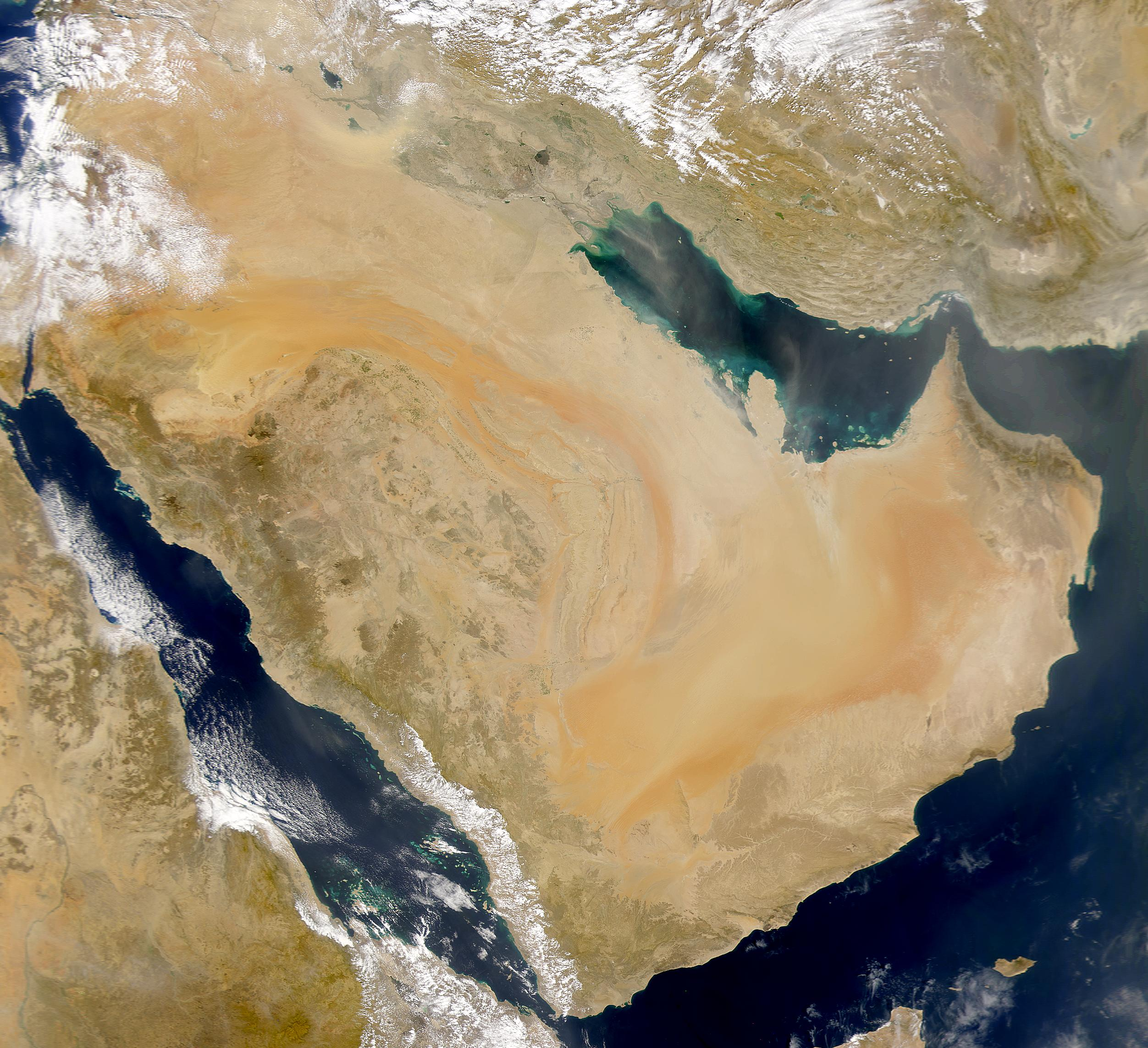
شبه‌جزیره عربستان، نمونه‌ای از یک شبه‌جزیره

شبه‌جزیره اصطلاحی جغرافیایی است که بر قطعهٔ وسیعی از خاک گفته می‌شود که از یک سو متصل به خشکی باشد، و از سه طرف دیگر، آب آن را فراگرفته‌باشد. اگر آن بخش از خشکی که شبه‌جزیره را به بقیهٔ خشکی پیوند می‌دهد باریک باشد به آن برزخ گفته می‌شود.

یک شبه‌جزیره می‌تواند به‌شکل دماغه، رأس، زبانه یا سنگپوز باشد. شبه جزیره به شکل دماغه است اما از آن وسعت بیشتری دارد.
قاره‌های نیم‌کره جنوبی شبه‌جزیره کم دارند اما قاره‌های اروپا، آسیا و آمریکای شمالی شبه‌جزیره‌های فراوان دارند. بسیاری از کشورهای اروپا در شبه‌جزیره قرار دارند مانند نروژ، سوئد، دانمارک، اسپانیا، ایتالیا، پرتغال، و یونان. شبه‌جزیره‌های عربستان، مالایا و کره ازجمله شبه‌جزیره‌های آسیا هستند. حقیقت این است که سراسر قاره اروپا شبه‌جزیره عظیمی است که یک سوی آن به آسیا چسبیده و سه سوی دیگر آن را آب فراگرفته است. آلاسکا و فلوریدا هم ازجمله شبه‌جزیره‌های آمریکای شمالی هستند.

### آسیا
- شبه‌جزیرهٔ عربستان
- آناتولی
- قطر (کشور)
- شبه‌جزیرهٔ سینا در مصر
- شبه‌جزیرهٔ میانکاله در ایران
- شبه‌جزیرهٔ فاو در عراق
- شبه‌جزیرهٔ مسندم در عمان
- شبه‌جزیرهٔ کاپی‌داغی در ترکیه
- شبه‌جزیرهٔ داتچا در ترکیه
- شبه‌جزیرهٔ گالیپولی در ترکیه
- شبه جزیره کره متشکل از:
  - کره شمالی
  - کره جنوبی
- شبه‌جزیره هندوچین متشکل از:
  - ویتنام
  - میانمار
  - لائوس
  - کامبوج
  - تایلند
- شبه‌جزیره مالایا

### اروپا
- شبه‌جزیره بالکان متشکل از:
  - یونان
  - آلبانی
  - بلغارستان
  - مجارستان
  - بوسنی و هرزگوین
  - کرواسی
  - اسلوونی
  - جمهوری مقدونیه شمالی
  - صربستان
  - مونته‌نگرو
  - رومانی
  - ترکیه (بخش اروپایی)
- شبه جزیره کریمه در
  - روسیه
- شبه‌جزیره اسکاندیناوی متشکل از:
  - سوئد
  - دانمارک
  - نروژ
  - فنلاند (شمال)
- شبه جزیره ایبری متشکل از:
  - اسپانیا
  - پرتغال
  - جبل الطارق
  - آندورا

- آلاسکا در ایالات متحده آمریکا
- شبه‌جزیره یوکاتان در مکزیک
- شبه‌جزیره باخا کالیفرنیا در مکزیک
- فلوریدا در ایالات متحده آمریکا

1. 1 2  "peninsula". education.nationalgeographic.org (به انگلیسی). Retrieved 2023-03-29.
2. ↑  فرهنگنامه پارکر- جلد دهم. نویسنده: برتا موریس پارکر. مترجم: رضا اقصی. تهران: ۱۳۴۶. ص۹۲۹.

مشارکت‌کنندگان ویکی‌پدیا. «Peninsula». در دانشنامهٔ ویکی‌پدیای انگلیسی، بازبینی‌شده در ۶ آوریل ۲۰۰۷.
- لغت‌نامهٔ دهخدا
- اطلس امارات متحدهٔ عربی.